# 長尾鯊號核動力攻擊型潛艇
長尾鯊號（英語：Thresher，編號：SSN-593）是美国海军该级核动力攻击潜艇的首舰。她是美国海军第二艘以长尾鲨命名的潜艇。
1963年4月10日，长尾鲨号在深潜测试中沉没，地点位于马萨诸塞州科德角以东350公里（220英里），船上129名船员和造船厂人员全部罹难。其失事是美国海军潜艇安全的分水岭，其后美国海军开始了名为“SUBSAFE”的潜艇安全计划。长尾鲨号是第一艘在海上沉没的核潜艇，同时也是四起造成100人以上死亡的潜艇事故中的第三起，其他三起事故分别是是法国的苏库夫号，于1942年沉没，船上有130人；美国海军阿尔戈号于1943年沉没，船上有102人；以及俄罗斯的库尔斯克号，于2000年沉没，船上有118人。

## 设计目的

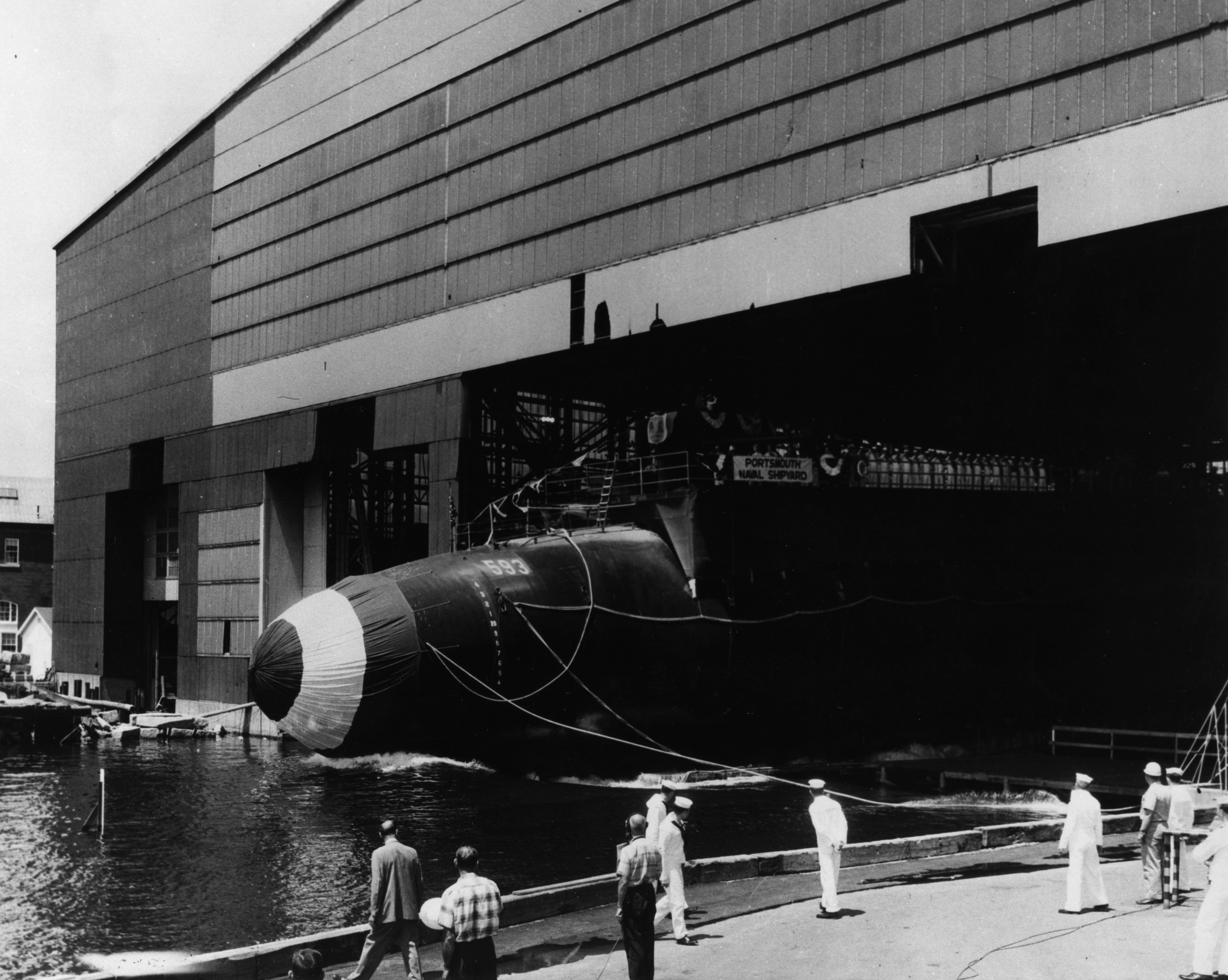
长尾鲨号核潜艇下水

该型潜艇之设计用途为搜寻并击毁同时代的苏联潜艇，是当时速度最快、最安静的潜艇，超越了其前级鲣鱼级核潜艇。还拥有最先进的武器系统，包括美国海军最新反潜导弹SUBROC，其主动与被动声纳探测距离在当时是史无前例的。在其失事后不久，大西洋潜艇指挥部在 1964 年 3 月出版的美国海军学院月刊中写道，“海军倚重与该艇的出色表现，已提出并获准建造14艘同级艇，及11 搜有相似特征的潜艇。这是自二战以来我们首次认为我们的设计足够先进，能够着手将该级潜艇打造为一个庞大的通用攻击型潜艇队伍。 ” 
按照海军传统，该级潜艇最初以首艇命名为“长尾鲨级” 。 1963 年 4 月 16 日，当长尾鲨号从海军舰艇登记册上除名时，其船级名称更改为次舰的名称：“准许”。在海上失踪后，长尾鲨号并没有被美国海军退役，而是依照失事潜艇的传统，正进行“永恒巡逻”。 

## 早期生涯

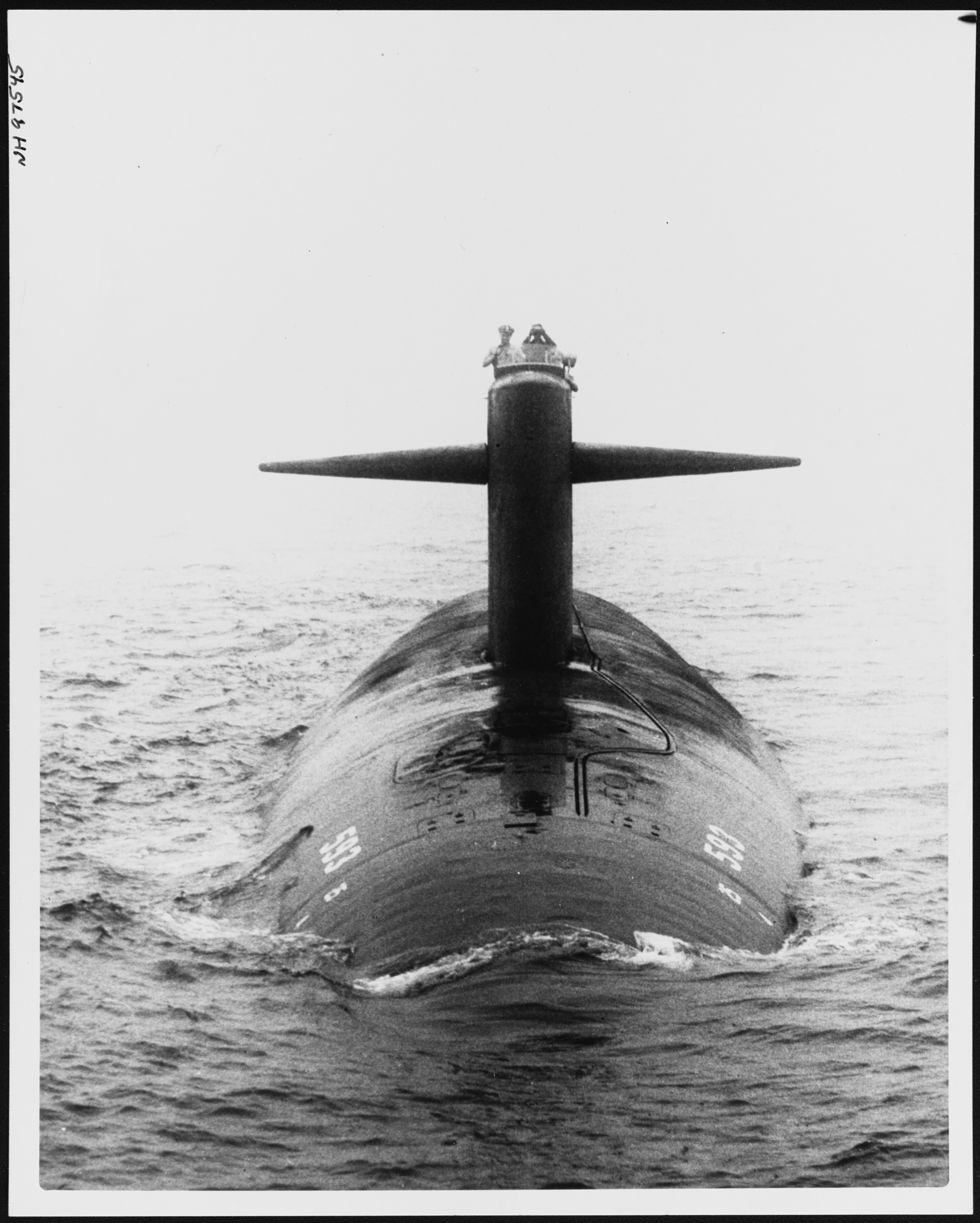
1961 年 7 月 24 日，长尾鲨号在海上

1958年1月15日，朴茨茅斯海军造船厂获得建造长尾鲨号的合同，并于1958年5月28日铺设龙骨。她于 1960 年 7 月 9 日以船头向前的方式下水，由玛丽·B·沃德 （二战船长弗雷德里克·B·沃德的妻子）保荐，并于 1961 年 8 月 3 日入列，由舰长迪安·L·阿克森指挥。  
1961年至1962年，长尾鲨号在西大西洋和加勒比海地区进行了长时间的海上试验。这些测试可以对她的许多全新且复杂的高科技特性与武器进行彻底的评估。她参加了1961年9月18日至24日在美国东北海岸举行的核潜艇演习（NUSUBEX）3-61 。
1961年10月18日，长尾鲨号与柴电潜艇卡瓦拉号一起向南航行，前往波多黎各圣胡安进行为期三周的测试和训练巡航，并于11月2日抵达。按照在港口期间的惯例程序，她的反应堆被关闭。由于圣胡安没有岸电连接，其使用船上的备用柴油发电机来维持设施运转。几个小时后，备用发电机发生故障，电力负载被转移到电池。由于电池的大部分能量需要保留以维持关键系统的运作及重启反应堆，因此照明和空调系统被关闭。没有空调，潜艇内温度和湿度逐渐上升，并在约10小时后升至60 °C（140 °F）。船员们试图修理柴油发电机（四人因当晚的工作而获得海军嘉奖奖章）。之后，船员们发现在电池耗尽前不可能修好柴油发电机，便尝试重新启动反应堆，但电池电量已不足以启动。船长从一场岸上活动中返回，刚好在电池耗尽后抵达。船员们最终从港口的另一艘船上借来了电缆，并将它们连接到附近的卡瓦拉号，卡瓦拉号启动了她的柴油机并提供了足够的电力让长尾鲨重新启动她的反应堆。 
长尾鲨号在1961年11月29日返回朴茨茅斯之前进行了进一步的海试并发射了测试鱼雷。之后该船在朴次茅斯港停留到1962年，在该年的前两个月对其声纳和SUBROC 系统进行了评估。 3月，她参加了NUSUBEX 2-62（旨在提高核潜艇战术能力的演习）以及阿尔法任务组的反潜战训练。 
长尾鲨号在南卡罗来纳州查尔斯顿附近参与了SUBROC反潜导弹的开发测试。而后短暂返回新英格兰水域，又前往佛罗里达州进行更多 SUBROC 测试。当这艘潜艇停泊在佛罗里达州卡纳维拉尔港时，意外被拖船撞击，损坏了其中一个压载舱。经由通用动力电船公司在康涅狄格州格罗顿进行维修后， “长尾鲨”号向南前往佛罗里达州基韦斯特附近进行更多检验和海试，然后向北返回。该潜艇于 1962 年 7 月 16 日进入朴茨茅斯造船厂，开始了为期六个月的海试后大修（PSA Post Shakedown Availability），以检验艇上的系统，并作必要的维修与改进。正如其他各级舰艇的首舰一样，这项工作花费的时间比预期要长，持续了近九个月。该艇最终于1963年4月8日获得重新认证并出坞

## 失事
1963年4月9日，长尾鲨号由约翰·韦斯利·哈维中尉指挥，于8:00从缅因州基特里出发，上午11:00与潜艇救援船Skylark号（ASR-20）在马萨诸塞州科德角以东350公里（190海里）处汇合，开始她最初的大修后下潜试验。当日午后， 长尾鲨号进行了初步的配平下潜测试，浮出水面，后进行第二次下潜，二次下潜的深度为测试深度400米（1300英尺）的一半。在1962年的大修前，长尾鲨号曾下潜到测试深度约40次。 其于第二次下潜中度过整夜，并于次日早晨6:30与Skylark重新建立了水下通讯。4月10日上午，长尾鲨号开始深潜试验。按照标准做法，长尾鲨号需在Skylark号正下方的水中盘旋，同时缓慢下潜。这一做法是为了保证潜艇同上方船只的水中通讯。并且每次下潜30（98英尺）后都需保持深度，并对艇上所有系统作可靠性测试。当长尾鲨号接近测试深度时，Skylark通过水下电话收到模糊的通讯，包含“......一些小问题，艇身正仰角，正在尝试吹除压载”，  ，紧接着是最后，更加不清晰的信号，其中包括数字“900”。 之后Skylark无法再收到任何讯息，水上的人们逐渐意识到出了事。
等到大约下午三点前后，15艘海军舰艇已前往该区域进行搜救。 下午6:30，大西洋潜艇部队指挥部向朴茨茅斯海军造船厂发消息，知会其应开始通知船员家属，首先是指挥官哈维的妻子艾琳。告诉他们，长尾鲨号失踪了。 
美国海军作战部长小乔治·安德森上将在五角大楼的记者们面前宣布这艘潜艇已失事。约翰·F·肯尼迪总统下令从4月12日至15日期间所有国旗下半旗，以纪念 129 名遇难的潜艇艇员和造船厂人员。 

## 搜救行动

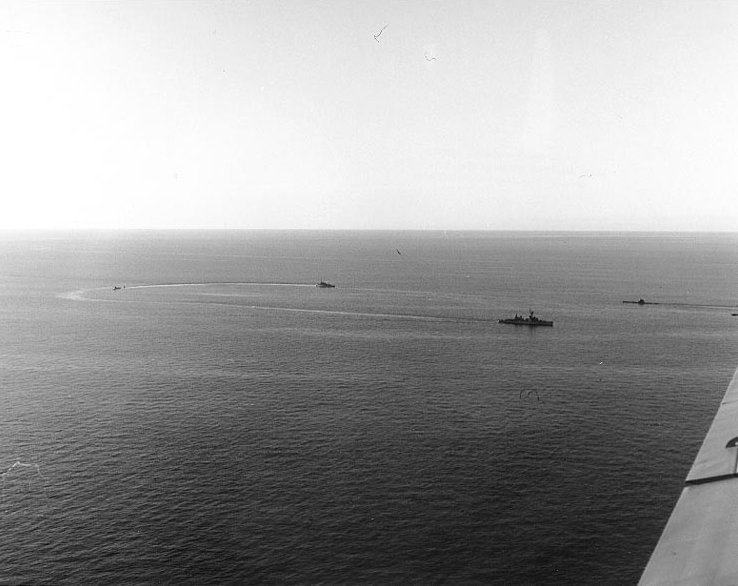
1963 年 4 月 15 日，事故现场附近正在进行搜救行动

海军迅速使用水面舰艇，和海军研究实验室（Naval Research Laboratory）支持下的深度搜寻能力，开展了广泛的搜索。该实验室的小型声学研究船Rockville号配备了独特的可训练搜索声纳，于 1963 年 4 月 12 日启程前往搜索区域。Rockville与一些携有深潜摄像系统的人员一起出发。“USS”号、“USNS”号和“USS”号开始对10平方海里（19平方千米）的区域进行近距离声纳搜索。“RV”号、“USNS”号和“USNS”号对声纳搜索中的可疑目标进行了研究。 随后詹姆斯·M·吉利斯 (James M. Gilliss)所操作的NRL 深海拖曳摄像头有了一些进展，发现了后来确认为来自长尾鲨号的碎片。 深潜器“的里雅斯特号”于4月11日收到警报并从圣地亚哥运往波士顿。其曾两次部署并下潜至海底碎片散布区；第一次于6月24日至30日，第二次于8月底至 9 月初。事实证明，吉利斯号的船力不足以使用拖曳设备，甚至可能造成危险，整个搜索工作于 9 月份暂停。   4月11日上午，在长尾鲨号附近执行任务的潜艇“海狼”号和“海猫头鹰”号也奉命加入搜寻失踪潜艇的行动。
现有的小型辅助综合海洋学研究（AGOR）船只（例如James M. Gilliss号）船力不足以驾驭深浅拖曳搜寻设备，因此需要寻找一艘足够大，设备足够精良的船只，才能在船上一个有遮蔽的区域操作这类设备。 最后在1963年底，搜救队购买了“USNS”号 号，以便在她的船身内安装一个有遮蔽的竖井，来部署此类设备。  
1964年的搜索包括Mizar （经过部分修改，但还没有竖井）、 “USS”号和Trieste II （的里雅斯特号后继者）。该潜水器整合了原始深潜器的部件，于 1964 年初完工。深潜器被放置在“USNS”号Private Francis X. McGraw上“USNS”号Private Francis X. McGraw运往波士顿。Mizar的确有一个名为水下跟踪设备（UTE）的系统，可以通过该系统跟踪其拖曳载具，并计划用于的里雅斯特。在离开华盛顿的 NRL 之前， Mizar配备了由帕洛阿尔托瓦里安联合公司仪器部门提供的高灵敏度质子磁力计。在部署中，磁力计悬挂在一根电线上，该电线还牵引着水下摄像机。 
Mizar于6月25日起航开始深度搜寻，并在两天内发现了沉船残骸。长尾鲨号的船体残骸位于海底，深度大约8,400英尺（2,600），主要有五节。 大部分碎片散布在约134,000平方（1,440,000平方英尺）  的区域内。长尾鲨号残骸的最大一节，包括指挥塔围壳、声纳罩、船首、动力段、作战室和尾舵均已被发现。到7月22日，失踪潜艇的大部分已被拍到。  8月初，整个任务组带着潜水器返回该地区。前两次下潜未能成功，但在第三次潜水时，UTE得以将 的里雅斯特二号放置于残骸正上方，他们一开始并没有看到残骸，因为深潜器就位于其上。 
的里雅斯特二号由小约翰·B·穆尼中尉指挥，副驾驶约翰·H·豪兰中尉和弗兰克·安德鲁斯上尉于 1964 年 9 月执行了一次打捞部分残骸的行动。
2021年7月9日，美国海军解密了海狼号潜艇在搜救长尾鲨号期间的记录。海狼号在 23.5kHz 与3.5kHz检测到到声学信号，以及当时被解释为来自长尾鲨号的金属撞击噪音。然而，在89.7任务组的指挥官下令停止所有舰艇上的主动声纳和测深仪以免干扰搜索后，除了来自其他搜索船和潜艇“海猫头鹰”的信号外，“海狼号”没有检测到更多的声学信号。 最终，调查法庭裁定：
作为搜索行动的一员，U.S.S 海狼号（SSN575）记录了一些可能的无线电传输和水下噪音。海狼号所收到的这些信号，无一能被判定为人为制造的。

## 事故肇因
深海摄影、回收残骸以及对长尾鲨号设计和运行历史的评估使调查法庭得出结论，该潜艇可能因盐水管道系统接头故障而罹难，该接头严重依赖银钎焊而不是焊接。早期使用超声探缺的测试发现，约 14% 的测试钎焊接头存在问题，  其中大多数被判定为不会造成显著风险以至于需要维修。但在 1960 年 11 月 30 日，即事故发生近三年前，“Barbel”号SS-580 (6)在一次演习中在接近测试深度的地方遭遇了此种银钎焊接头故障，在其未损失动力并且吹除全部压载水柜上浮的三分钟期间，大约有18吨水灌入了引擎室。 长尾鲨号事故的几个月后，弹道导弹潜艇“Abraham Lincoln”号SSBN-602 (6)在测试中又发生了更多银钎焊接头故障。 从破裂的管道接头喷出的高压水，可能使众多电控面板中的一个或多个短路，导致反应堆停堆（“急停”），进而导致潜艇失去动力。
关于无法吹除压载水舱的原因，后来被归咎于潜艇高压气瓶中的水分过多，水分在通过阀门时凝结并堵塞了流道。后来长尾鲨号的姐妹潜艇“Tinosa”号SSN-606 (2)，在码头测试中模拟了在测试深度或接近测试深度吹除压载水。冰在阀门中的过滤器上迅速形成，空气的流动只持续了几秒钟。 从Tinosa开始，空气干燥器被改为高压空气压缩机，以保证在紧急上浮过程中，压载水能够被正常吹除。</link>潜艇通常依赖于速度和艇体角度（攻角）而不是压载水来进行上浮；潜艇以一定速度和角度爬升到水面附近。吹除压载舱这一操作几乎从未在较深的深度执行过，因为这样做可能会导致潜艇失控地冲出水面。正常程序是将潜艇驾驶到潜望镜深度，升起潜望镜观察该区域是否净空，然后吹除压载并彻底上浮。 
随后对事件发生时SOSUS （声音监视系统）数据的检视，使人们对反应堆停堆前潜艇是否进水产生了怀疑，因当时SOSUS的录音中并没有高压水冲击潜艇舱室的痕迹。能够导致反应堆停堆的大量进水，通常在水下声学环境中会显得非常突出，但在SOSUS记录的数据中找不到任何证据。 
当时，反应堆装置的操作程序不允许在紧急停堆后快速重启反应堆，甚至不允许使用二级系统中剩余的蒸汽将潜艇推进到水面。急停后，标准程序是隔离主蒸汽系统，这一操作会切断驱动蒸汽轮机的蒸汽，而蒸汽轮机提供了潜艇的推进与电力。这样做是为了防止反应堆过快冷却。长尾鲨号反应堆控制官雷蒙德·麦库尔中尉在这次致命的潜水事件中并不在船上；他的实习生吉姆·亨利刚从核电学校毕业，可能遵循标准操作程序，并在急停后下令隔离主蒸汽系统，哪怕长尾鲨号当时已处于或略深于其最大深度。主蒸汽隔离阀一旦关闭，就无法快速重新打开。在往后的经历里，麦库尔确信他不会立刻关闭该阀门，使得潜艇能够受控并且在有动力的情况下上浮，哪怕轮机舱发生了漏水。里科弗上将指出，这些程序适用于正常操作条件，并非旨在限制涉及船舶安全的紧急情况下的必要行动。事故发生后，里科弗进一步减少了堆芯的重启时间，随着科技的发展以及操作经验的积累，该时间已大为缩短，并限制了其他一些可能导致停堆的因素。 反应堆急停后的快速重启，包含了立刻重启反应堆，允许由二级系统中引出一定量的蒸汽。</link>
在长尾鲨号起航前进行的轮机舱漏水模拟中，当值艇员用了二十分钟来隔离副海水系统中的模拟泄露。如果在测试深度下停堆，长尾鲨号不可能有 20 分钟的时间来抢修。即便隔离了反应堆电控系统中的短路部分，重新启动反应堆也需要近 10 分钟。</link>
当时人们认为长尾鲨号可能在1,300—2,000英尺（400—610米）的深度内爆。 但在 2013 的一份声学分析中，结论认为内爆发生在约730米（2,400英尺） 。 
自沉没以来，美国海军定期监测该地点的环境状况，并在美国海军核动力舰艇环境监测年度公开报告中报告了结果。这些报告提供了沉积物、水和海洋生物的环境采样结果，目的是确定长尾鲨号核反应堆是否对深海环境产生了重大影响。报告还解释了从水面舰艇和深潜器进行深海监测的方法。监测数据证实，未对环境造成重大影响。潜艇内的核燃料仍完好无损。</link>
2008 年国家地理纪录片《泰坦尼克号：巴拉德的秘密任务》中解密的信息显示，美国海军司令（博士）罗伯特·巴拉德（博士）、海洋学家、曾定位了泰坦尼克号残骸的人，被海军派去执行一项任务：以搜寻泰坦尼克号为掩护，绘制长尾鲨号和蝎子号残骸的地图并收集视觉数据。  1982 年，巴拉德向海军寻求资金，用他的新型深潜机器人寻找泰坦尼克号。海军同意他的请求，只要他能在调查泰坦尼克号前，先调查潜艇的残骸。巴拉德的机器人调查显示，长尾鲨号沉没的深度导致了内爆和彻底破坏；唯一可恢复的部分是一英尺长的破损管道。   1985 年，他对“蝎子号”的搜寻发现了一片巨大的碎片场，“就像是被投入粉碎机中一样”。他检查潜艇的任务已经完成，由于两艘潜艇的放射值都维持在一个很小的水平，巴拉德随后开始搜寻泰坦尼克号。资金限制了他，只有12天的时间进行搜索，他在调查两艘潜艇残骸时发展的技巧被应用于泰坦尼克号的定位。 
调查法庭的几乎所有记录仍然不向公众公开。 1998 年，海军开始解密它们，但在 2012 年决定不向公众发布它们。 2020 年 2 月，为了回应军事历史学家詹姆斯·布莱恩特 (James Bryant) 提起的《信息自由法》诉讼，联邦法院下令海军在 2020 年 5 月之前开始公布文件
2020 年 5 月 22 日，海军在法院授权的一份状态报告中表示，由于持续的 COVID-19 大流行，海军水下作战部门 (OPNAV N97) 已暂停记录审查，因为 N97 现有能力仅足以支持目前正在进行的海军水下任务。不过，海军表示，“一旦该办公室能够扩展到任务必要能力之外，他们将重新审查和处理原告的《信息自由法》请求”。 在 2020 年 7 月 18 日发布法院授权的报告后，海军表示，他们已确定并批准了额外的资源和预备役人员，以便于 8 月开始处理这些文件。海军于 2020 年 9 月 23 日开始滚动发布记录  
这场潜艇事故后续的公关进展，已成为许多案例研究的对象。 

## 1963 年 4 月 10 日的灾难复现
| 时间（美国东部时间） | 事件 |
| -------------------- | --- |
| 07:47                | 长尾鲨号开始下降至1,300英尺（400米）的测试深度 。 |
| 07:52                | 长尾鲨号稳定在400英尺（120米），与水面进行了通讯，船员检查船舶是否有泄漏，没有找到。 |
| 08:09                | 指挥官哈维报告已达到测试深度的一半。 |
| 08:25                | 长尾鲨号到达1,000英尺（300米） 。 |
| 09:02                | 长尾鲨号的巡航速度只有几节（潜艇通常在很深的地方缓慢而谨慎地移动，在这一深度下，哪怕是控制舵面轻微的卡顿，也能使潜深超出测试深度）。潜艇缓慢地盘旋下降，并向Skylark宣布她正在转向“Corpen [航向] 090”。此时， 长尾鲨号的通讯开始明显地模糊，可能是由于温跃层的原因。 |
| 09:09                | 海军的官方调查表明，此时发动机舱内的钎焊管接头很可能发生破裂。船员们会试图阻止泄漏；与此同时，轮机舱内会充满雾气。在这种情况下，指挥官哈维很可能会下令全速前进，指挥塔围壳的舵面以最大角度向上偏转，并且吹除压载水舱，以期能尽速上浮。压缩空气在流道中迅速膨胀并冷却下来，其中的水分迅速在阀门的临时过滤器上凝结成冰。该过滤器是在建造期间用于保护阀门的活动部件（应在海试前移除）； 在短短几秒钟内，水分就会结冰，堵塞过滤器并阻碍气流，从而使压载水不能吹除。从破裂管道接头的高压水流，很可能会导致短路，导致船舶反应堆自动停堆并失去动力。此时，哈维的合乎逻辑的行动是命令将推进系统切换到由电池供电的备份。一旦漏水得到控制，轮机舱组员就会开始重启反应堆，预计这一操作至少需要七分钟。 |
| 09:12                | Skylark在水下电话上呼叫长尾鲨：“格特鲁德水下电话检查，K[结束]。”由于没有立即做出反应（尽管云雀号仍然不知道长尾鲨号上的情况），信号“K”重复了两次。 |
| 09:13                | 哈维通过水下电话报告状态。虽然有些文字可以辨认，但传输内容很模糊：“......一些小问题，艇身处于正仰角，正在尝试吹除压载。”一种假设是，潜艇因发动机舱被水淹没而变得越来越重，并继续下降，可能是尾部先行。艇员再次尝试吹除压载水，但由于结冰而再次失败。此时，Skylark上的艇员可以通过喇叭听到压缩空气的嘶嘶声。 |
| 09:14                | Skylark简短回应道：“收到，完毕”，等待 SSN 的进一步更新。随后传送了一条“该区域已净空”的消息，以向长尾鲨号保证，如果需要，她可以迅速浮出水面，而不必担心碰撞。 |
| 09:15                | Skylark询问长尾鲨号她的意图：“我的航向是 270 度。请求你的距离和方位。”没有任何回应，Skylark的船长赫克中校向潜艇发送了一条水下电话信息：“情况是否受控？” |
| 09:16                | Skylark收到了来自长尾鲨号的模糊传输，在Skylark的日志中被记录为“900 N”。该消息的含义不清楚，并且在调查中没有被讨论；它可能表明了潜艇的深度和航向，或者可能提到了海军“事件编号”（1000 表示潜艇损失），其中“N”表示对Skylark询问“情况是否受控？”的否定。 |
| 09:17                | 收到第二个传输，其中包含部分可识别的短语“超出测试深度......”。假使管道接头真的泄漏，水流会随着压力的增加而增加。 |
| 09:18                | Skylark检测到高能级的低频噪音，这是内爆的特征。 |
| 09:20                | Skylark继续寻呼长尾鲨，反复要求进行无线电检查、释放烟雾弹或其他有关船只状况的回复。 |
| 11:04                | Skylark试图向 COMSUBLANT（大西洋舰队潜艇指挥部）发送一条消息：“自 0917R 起就无法与长尾鲨号通信。每分钟都通过UQC语音和CW 、QHB、CW 进行呼叫。每 10 分钟就会发出爆炸信号，但没有成功。最后收到的传输是乱码。表明长尾鲨号正在接近测试深度......正在进行扩大搜索。”无线电问题意味着 COMSUBLANT 直到 12:45 才收到并回复此消息。赫克于 11:21 启动“Event SUBMISS（潜艇失事）”程序，并继续反复向长尾鲨号喊话，直到 17:00 后。 |

关于事故可能发生过程的复现

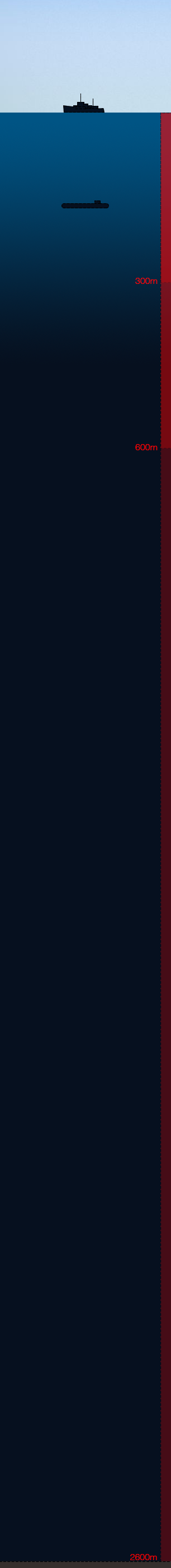
长尾鲨号事故和失踪发生地的海洋深度图（大致按比例）

在 1963 年的调查中，海军上将海曼·里科弗 (Hyman Rickover)表示：
我认为长尾鲨号的事故不应被视为特定钎焊、焊接、系统或组件故障的结果，而应被视为我们过去在海军造船计划中，所准许的设计理念、施工理念和质检理念的结果。我认为有必要重新检视，我们是否已经因为追求进步，而忘记了优秀工程学的基础。 

## 事故的另一种理论：电气故障
2013 年 4 月 8 日， 已在美海军情报部门任职超过 42 年的首席声学分析师布鲁斯·鲁尔 (Bruce Rule) ,在《海军时报》的一篇论文中发表了他自己对长尾鲨号和大西洋SOSUS声纳阵列记录数据的分析。   Rule 的分析基于 1963 年高度机密的 SOSUS 数据，这些数据没有在调查法庭的公开会议上讨论，也没有在国会听证会上披露。 一位退休海军上尉和与长尾鲨同级潜艇的前指挥官援引鲁尔的调查结果，呼吁美国政府解密与该艇沉没相关的数据，并依据已有的声学数据建立另一种事故理论。  
鲁尔得出结论，事故的主要原因是为主冷却剂泵供电的电气总线发生故障。根据鲁尔所述，SOSUS数据显示，在电力波动的两分钟后，总线于上午 09:11 发生故障，导致主冷却剂泵跳闸。这导致反应堆立即紧急停堆，导致潜艇失去动力。由于压缩空气的流道被冰堵塞，长尾鲨号无法吹除压载，最终导致了沉没。鲁尔的分析认为，漏水（无论是来自银钎焊接头还是其他任何地方）在反应堆急停或沉没中并没有扮演关键角色，并且长尾鲨号在沉入深海的内爆前，艇身保持完好无损。不仅SOSUS的数据未能记录任何艇身漏水的声音， Skylark的船员也没有报告听到任何听起来像漏水的噪音，并且Skylark能够与长尾鲨号进行通信（译注：通过水下声学设备通讯），事实上，在测试深度，哪怕任何微小的艇身泄露，都会产生震耳欲聋的轰鸣。此外，长尾鲨号的前指挥官作证说，他不会将漏水描述为“小问题”，即使是来自细小管道的泄露。 
鲁尔认为长尾鲨号在上午 09:17 发出的通信“900”应当是与额定测试深度的相对值，表示长尾鲨号当时所在的深度，超过其额定测试深度1300英尺（400米）约900英尺（270米），表示其当时相对海平面的绝对深度已达到2200英尺（670米）。根据鲁尔所述，SOSUS 数据表明长尾鲨号于 09:18:24 在2400英尺（730米）发生了内爆 ，相较于理论推断的内爆深度，深了400英尺（120米）。内爆在0.1 秒内发生，整个过程快到人类的神经系统无法察觉。 

## SUBSAFE 安全体系
当调查法庭提交最终报告时，建议海军在建造过程中实施更严格的设计审查和安全检查计划。该计划于 1963 年 12 月启动，被称为SUBSAFE 。从1915年到1963年，美国海军总共因非战斗事故损失了16艘潜艇。自 SUBSAFE 安全体系建立以来，只有一艘潜艇遭遇了类似的命运，那就是“Scorpion”号SSN-589 (6)号于 1968 年沉没，沉没原因尚不清楚。 Scorpion并未获得 SUBSAFE 认证。 

## 纪念
永久性：

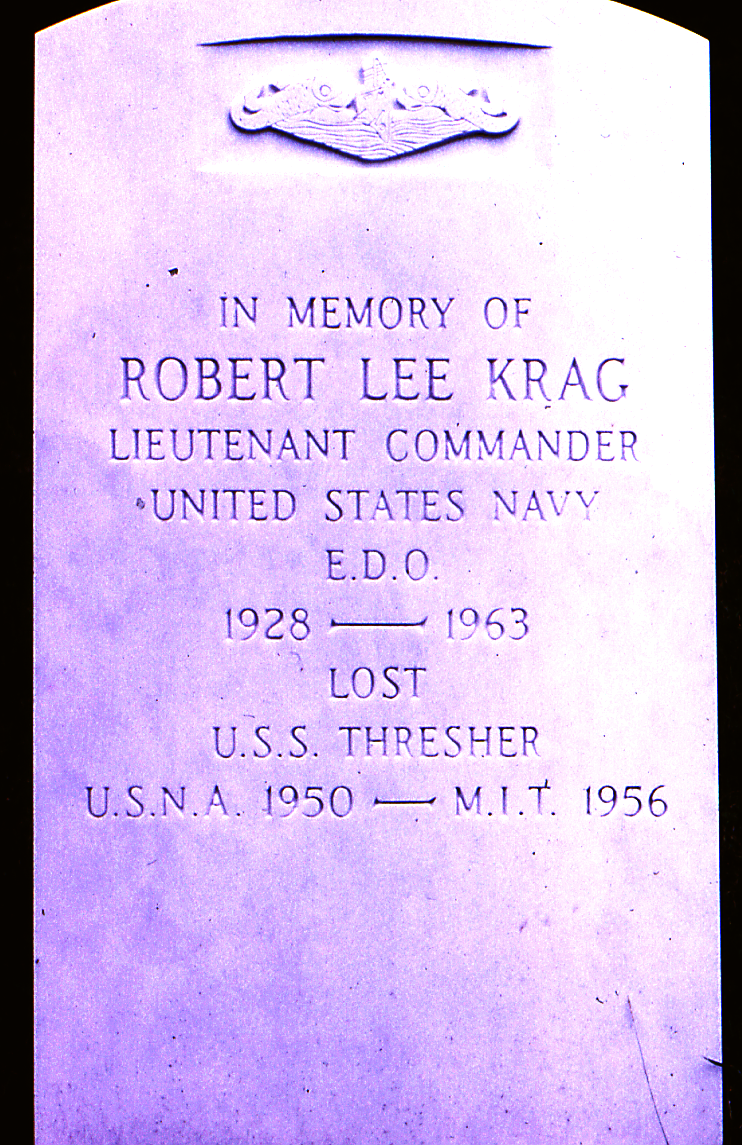
1967 年 7 月，阿灵顿国家公墓，纪念一位失踪的长尾鲨号水手的纪念碑

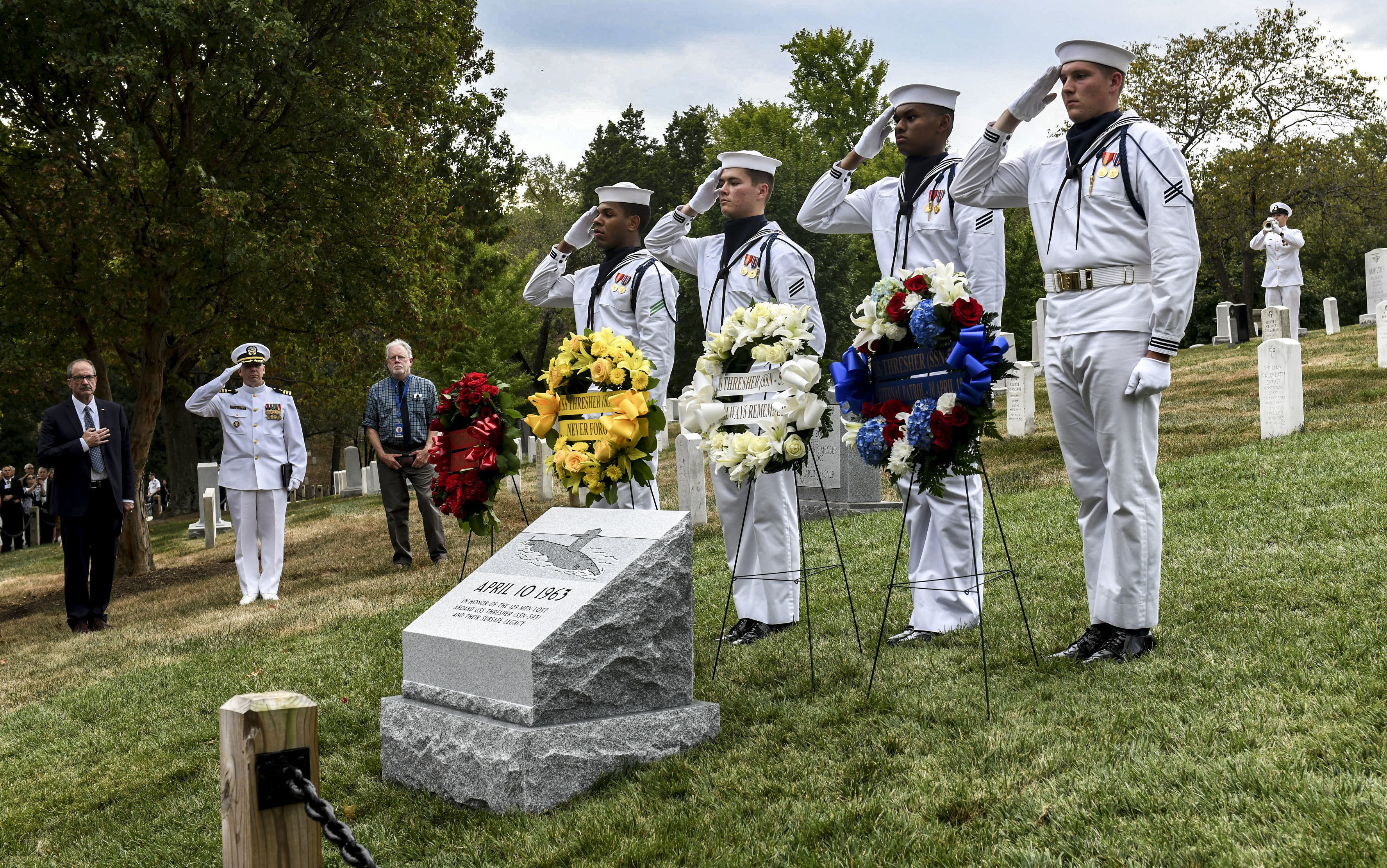
2019 年 9 月 26 日在阿灵顿国家公墓举行的长尾鲨号纪念仪式。

- The chapel at Portsmouth Navy Yard, where the submarine was built, was renamed Thresher Memorial Chapel.[45]
- In Portsmouth, New Hampshire, there is a stone memorial with a plaque honoring all who were lost on Thresher. It is outside the “Albacore”号AGSS-569 (2) museum.[46]
- Just outside the main gate of the Naval Weapons Station, Seal Beach, California, a Thresher–Scorpion Memorial honors the crews of the two submarines.[47]
- In Eureka, Missouri, there is a marble stone at the post office on Thresher Drive honoring the "officers and crew of the USS Thresher, lost 10 April 1963."[48]
- Salisbury, Massachusetts, named Robert E. Steinel Memorial Park in honor of Thresher crewman and Salisbury resident Sonarman First Class Robert Edwin Steinel.[49]
- In Nutley, New Jersey, there is a monument to Thresher crewmember Pervis Robison Jr.[50]
- In Denville, New Jersey, there is a monument to Thresher crewmember Robert D. Kearney at the Gardner Field recreation area.[51]
- Thresher Avenue, named for the submarine, serves a residential area in Naval Base Kitsap in Washington state.[52]
- A 129-英尺（39-） flagpole at Kittery Memorial Circle in the town of Kittery, Maine, was dedicated on 7 April 2013, the 50th anniversary of the loss of Thresher, to honor the 129 lost souls.[53]
- There is a Thresher monument in Memorial Park next to the Kittery Town Hall.[54]
- There is a memorial monument to the submariners lost in Thresher and Scorpion located on Patriot's Point Road in Mount Pleasant, South Carolina.[55]
- Naval Submarine Base New London in Groton, Connecticut, named an enlisted barracks "Thresher Hall" after the submarine,[56] and mounted a plaque in its lobby displaying the names of the crew members, shipyard government employees and contractors that were lost.[57][來源請求][citation needed]
- A commemorative monument was dedicated in Arlington National Cemetery on 26 September 2019.[58][59]
- A commemorative plaque was placed on a WW II memorial boulder at the base of a flagpole at the marina in Malba, NY, honoring local Thresher seaman Richard K. Fisher and the others lost on the Threscher.

過往的：
- In Carpentersville, Illinois, the Dundee Township Park District named a swimming facility (later closed and demolished) in honor of Thresher.[60]

其他：
- On 12 April 1963, President John F. Kennedy issued 美國行政命令 11104 paying tribute to the crew of Thresher by ordering all national flags to half-staff.[61]
- Five folk music groups or artists have produced songs memorializing Thresher; "Ballad Of The Thresher" by The Kingston Trio, "The Thresher Disaster" by Tom Paxton; "The Thresher" by Phil Ochs on his 1964 album All the News That's Fit to Sing, "The Thresher" by Pete Seeger, and "Thresher" by Shovels &amp; Rope.[62][63]
- "The Fear-Makers", an episode in the 1964 season of the television series Voyage to the Bottom of the Sea, is inspired by the loss of the USS Thresher. Anthony Wilson, a writer for the series, was fascinated by the loss of the USS Thresher (and with 'fear gas' as an incapacitating chemical weapon aboard the submarines, an agent similar to the contemporary BZ gas), and he wrote a teleplay for the series. In Wilson's teleplay, the submarine, Seaview, searches for a missing submarine, Polidor.[64][65]

## 延伸閱讀
- Joint Committee on Atomic Energy (United States Congress). . Govt. Print. Off. 1965  [5 April 2013].
- U.S. Atlantic Fleet. Staff, Deputy Commander Submarine Force. (1964) United States Ship Thresher (SSN 593): In memoriam 10 April 1963. U.S. Navy Atlantic Fleet. No Available ISBN.
- Thresher's ship number 593 is interesting as a "good" prime number, as discussed at 593.

## 外部連結
- On Eternal Patrol: USS Thresher （页面存档备份，存于）
- Photo gallery of Thresher at NavSource.org （页面存档备份，存于）
- USS Thresher 593 （页面存档备份，存于）
- Thresher Base United States Submarine Veterans （页面存档备份，存于）
- Memorial Video on YouTube （页面存档备份，存于）

41°46′N 65°03′W / 41.767°N 65.050°W